# Восточный Тимор на летних Олимпийских играх 2012
Восточный Тимор принимал участие в летних Олимпийских играх 2012 года, которые проходили в Лондоне (Великобритания) с 27 июля по 12 августа, где его представляли 2 спортсмена в лёгкой атлетике. На церемонии открытия Олимпийских игр флаг Восточный Тимор нёс Аугушту Соарес, а на церемонии закрытия — Жувентина Наполеан.
На летних Олимпийских играх 2012 Восточный Тимор вновь не сумел завоевать свою первую олимпийскую медаль. На всех трёх Олимпийских играх команда Восточного Тимора была представлена только спортсменами-марафонцами.

## Состав и результаты

### Лёгкая атлетика
Мужчины
Шоссейные виды
| Соревнование | Спортсмены     | Результат | Место |
| ------------ | -------------- | --------- | ----- |
| Марафон      | Аугушту Суареш | 2:45:09   | 84    |

Женщины
Шоссейные виды
| Соревнование | Спортсмены         | Результат | Место |
| ------------ | ------------------ | --------- | ----- |
| Марафон      | Жувентина Наполеан | 3:05:07   | 106   |